# Nusa Karta
Nusa Karta is een bestuurslaag in het regentschap Ogan Komering Ilir van de provincie Zuid-Sumatra, Indonesië. Nusa Karta telt 2239 inwoners (volkstelling 2010).